# Ferdinand von Mertens
Karl Friedrich Wilhelm Ferdinand August Mertens, seit 1863 von Mertens (* 13. März 1808 in Cottbus; † 28. April 1896 in Pfaffendorf bei Koblenz) war ein preußischer Generalleutnant.

## Leben

### Herkunft
Ferdinand war ein Sohn des Syndikus Karl Wilhelm Mertens und dessen Ehefrau Charlotte Luise, geborene Mücke.

### Militärkarriere
Mertens besuchte das Friedrichsgymnasium und studierte anschließend Bauwesen in Berlin. Am 1. März 1824 trat er als Kondukteur in das Ingenieurkorps der Preußischen Armee ein und wurde am 1. Oktober 1828 Einjährig-Freiwilliger in der Garde-Pionier-Abteilung. Er wurde Ende August 1829 Portepeefähnrich und absolvierte ab 1. Oktober 1829 die Vereinigte Artillerie- und Ingenieurschule. Am 28. Dezember 1830 zum Sekondeleutnant befördert, kam er am 26. März 1831 zur Fortifikation Posen. Am 21. Februar 1832 kehrte er in die Garde-Pionier-Abteilung zurück und wurde am 22. September 1835 Adjutant. Am 24. März 1838 kam er zur Fortifikation Spandau und wurde am 3. Oktober 1840 in die 3. Pionier-Abteilung versetzt. Am 19. Mai 1843 kam er zum Fortifikationsdienst nach Wittenberg. Er wurde am 28. März 1844 zum Premier-Lieutenant befördert und am 29. Juni 1845 als Adjutant der 2. Pionier-Inspektion nach Glogau versetzt. Ab dem 27. März 1848 war Mertens als interimistischer Kompanieführer in der 3. Pionier-Abteilung in Magdeburg tätig und wurde am 1. Juli 1848 unter Beförderung zum Hauptmann II. Klasse zum Kommandeur dieser Kompanie ernannt. Am 28. August 1849 folgte seine Versetzung zur Fortifikation Neiße und am 29. Mai 1852 zur Fortifikation Spandau. Hier fungierte er ab dem 23. Dezember 1852 als Ingenieuroffizier vom Platz und stieg bis 1. April 1856 zum Major auf. Zugleich war Mertens ab dem 30. Oktober 1860 auch Mitglied der Prüfungskommission für Hauptleute und Premierleutnants des Ingenieurskorps. Am 18. Oktober 1861 zum Oberstleutnant befördert, wurde er am 30. November 1861 als Telegraphendirektor in Berlin kommandiert. In Berlin war er auch Mitglied der Bundesküstenbefestigungskommission. Am 10. Januar 1863 erfolgte seine Ernennung zum Inspekteur der 6. Festungs-Inspektion in Köln und in dieser Eigenschaft wurde er am 17. März 1863 Oberst sowie am 5. August 1863 in den erblichen preußischen Adelsstand erhoben.
Während des Krieges gegen Dänemark wurde er am 19. Dezember 1863 als erster Ingenieuroffizier zum Stab des Oberkommandos der Verbündeten Armeen unter von Wrangel kommandiert. Er war bei der Beschießung und Einnahme von Fredericia, Belagerung und Sturm auf die Düppeler Schanzen, dem Übergang nach Alsen und dem Übergang über den Limfjord. Für die gemeinsam mit Oberst von Colomier geplante Erstürmung der Düppeler Schanzen erhielt Mertens am 22. April 1864 den Orden Pour le Mérite und am 18. Dezember 1864 das Kommandeurkreuz des Leopold-Ordens mit Kriegsdekoration.
Nach dem Krieg kehrte er in seine Friedensstellung zurück, wurde Mitte August 1865 zum Gouvernement Schleswig kommandiert und mit der Leitung der Befestigungsanlagen von Sonderburg und des Kieler Hafes beauftragt. Er wurde am 12. September 1865 Inspekteur der 3. Pionier-Inspektion und zugleich als Hafenkommandant von Kiel kommandiert. Am 12. September 1865 bekam er das Kommandeurkreuz des Ordens Karl III.
Während des Deutschen Krieges wurde er 1866 mit der Leitung der Befestigungen von Dresden beauftragt. Mit Patent vom 30. Oktober 1866 wurde Mertens am 31. Dezember 1866 zum Generalmajor befördert. Anschließend wurde er am 8. Januar 1867 Inspekteur des 3. Pionier-Inspektion in Koblenz und am 4. Mai 1867 Kommandant von Mainz. Noch am 3. Oktober 1867 wurde er Inspekteur der 3. Ingenieur-Inspektion, bevor man ihn am 6. Juni 1868 unter Verleihung des Roten Adlerordens II. Klasse mit Eichenlaub mit Pension zur Disposition stellte.
Für die Dauer der Mobilmachung anlässlich des Krieges gegen Frankreich wurde Mertens am 18. Juli 1870 zum Kommandanten von Magdeburg ernannt. Am 14. August 1870 wurde er zum Generalleutnant von Werder kommandiert und am 21. August 1870 als Ingenieur en Chef dem Belagerungskorps vor Straßburg zugewiesen. Nach der Kapitulation der Stadt und Festung wurde er deren Kommandant. Aber schon am 11. November 1871 wurde er Ingenieur en Chef dem Belagerungskorps vor Belfort. Für Straßburg erhielt er das Eiserne Kreuz II. Klasse und am 3. Dezember 1870 für Belfort das Eiserne Kreuz I. Klasse. Außerdem wurde ihm am 4. Februar 1871 das Komturkreuz des Württembergischen Militärverdienstordens und das Kommandeurkreuz I. Klasse des Militär-Karl-Friedrich-Verdienstordens verliehen. König Wilhelm I. würdigte ihn durch die Verleihung des Eichenlaubs zum Orden Pour le Mérite sowie der Beförderung zum Generalleutnant. Am 18. Februar 1871 wurde er dann mit der Reparatur der Festung Belfort beauftragt, aber er kehrte schon am 25. März 1871 in das inaktive Verhältnis zurück. Noch am 18. Juli 1871 bekam er das Großkreuz des Bayerischen Militärverdienstordens.
Er starb am 28. April 1896 in Pfaffendorf bei Koblenz.
Sein Kommandeur schrieb 1847 in seiner Beurteilung: „Er ist ein intelligenter Offizier von ungewöhnlichen Geistesfähigkeiten und Kenntnissen, im Dienst sehr eifrig und brauchbar, umsichtig und zuverlässig. Für beide Dienstbranchen gleich brauchbar und seiner Anciennität nach der Führung einer Kompagnie nahe gestellt, würde eine Gewährung derselben in die besten Hände fallen. Seine Sittliche Führung ist lobenswert, und er völlig würig der Beförderung in seiner Tour. Es befindet sich in vorteilhaften oekonomischen Verhältnissen.“

### Familie
Mertens heiratete am 13. August 1839 in Spandau Albertine Amalie Lüdecke, geschiedene Ravené (1802–1840). Die Ehe blieb kinderlos.